# Red Lion, Pennsylvania
Red Lion là một thị trấn thuộc quận York, tiểu bang Pennsylvania, Hoa Kỳ. Năm 2010, dân số của thị trấn này là 6373 người.